# Carrière Gripwood
La carrière Gripwood est un site géologique d'intérêt scientifique particulier de 2,9 hectares situé dans le Wiltshire, classé en 1951. C'est une carrière de calcaire oolithique avec un mur au milieu partitionnant la carrière en une partie supérieure et inférieure. Elle a été utilisée pour la culture de champignons. Les murs sont blanchis et elle dispose d'une grande grue en bois.

## Autre noms
- Jones Hill Quarry, nom utilisé par le Wiltshire Council.
- Bradford-on-Avon 9, nom donné par le Mendip Cave Rescue.
- Ruins (les ruines), la vieille section inférieure était appelée Ruins par les travailleurs de la champignonnière.
- ST86SW468 (SMR Number) nom donné par le Wiltshire and Swindon Sites and Monument Record Search.
- Woodside Quarry, fait généralement référence à la carrière Woodside (Woodside Quarry) mais l'Historical Research montre la carrière Gripwood à l'arrière-plan de la carrière Woodside.

## Source
- English Nature citation sheet for the site (consulté le 22 juillet 2006)